# Comandante generale della Guardia di Finanza

Spallina indossata dal comandante generale

Il comandante generale della Guardia di Finanza è l'organo di vertice del Corpo, ne determina l'indirizzo strategico e cura i rapporti istituzionali rappresentandolo ufficialmente.
È custode della Bandiera di guerra e delle tradizioni dell'Istituzione.

## Storia
Al 1906 risale la costituzione del Comando Generale della Guardia di Finanza. Il Corpo, in ragione della propria struttura e dei compiti assegnati da apposita legge di riforma, fu riconosciuta, anche in tempo di pace, quale parte integrante delle forze militari dello Stato. Nel luglio 1907 la Guardia di Finanza ricevette quindi le "stellette", in riconoscimento dello status militare e, nel 1911, la "Bandiera di Combattimento" (ora Bandiera di Guerra). Nel 1919 venne istituito l'Ispettorato generale della Guardia di Finanza e, quale comandante generale, fu preposto un tenente generale proveniente dalle file del Corpo. L'Ispettorato fu poi soppresso nel 1923, e tutte le funzioni di controllo e alta direzione furono assunte dal Comando generale, contestualmente elevando il rango del comandante a generale di corpo d'armata.
Fino al 2010 il comandante generale non proveniva dalle file della Guardia di Finanza ma da quelle dell'Esercito, e un generale del corpo poteva giungere fino al grado di Comandante in Seconda. Il 26 maggio 2010 la Commissione difesa del Senato approvò il disegno di legge che permise di nominare quale Comandante del corpo un generale di corpo d'armata proveniente dalla stessa Guardia di Finanza, ovvero un parigrado dell'Esercito.
Primo comandante proveniente dal corpo fu il generale di corpo d'armata Nino Di Paolo, in carica dal 23 giugno 2010 al 22 giugno 2012.

## Organizzazione
- Comandante generale. Dall'11 maggio 2023 Andrea De Gennaro
  - Comandante in seconda (il più anziano in ruolo con il grado di generale di corpo d'armata). Dal 29 maggio 2023 è Gen. C.A. Bruno Buratti
  - Capo di Stato maggiore (con il grado di generale di corpo d'armata). Attualmente è il Gen. D. Giuseppe Arbore.

### Comando generale
Il Comando Generale del Corpo ha funzioni di alta direzione, pianificazione, programmazione, indirizzo e controllo delle attività istituzionali. Questa l'organizzazione degli uffici e dei reparti:
- Ufficio del comandante generale
- Ufficio del comandante in seconda

Stato maggiore
- Ufficio del capo di stato maggiore
- Sottocapo di stato maggiore
- I Reparto - Personale
- II reparto - Coordinamento Informativo e Relazioni Internazionali
- III Reparto  - Operazioni
- IV reparto - Logistica
- V reparto - Comunicazione e Relazioni esterne
- VI reparto - Affari Giuridici e Legislativi

E' inquadrato nel Comando generale l'Ufficiale di collegamento con il Dipartimento delle Finanze (con il grado di generale di brigata o di divisione). Per finalità di collegamento con il Comando generale è inoltre assegnato al Ministero della difesa un generale di divisione in servizio permanente del Corpo.

## Compiti e funzioni
Il Comandante generale è nominato con deliberazione del Consiglio dei Ministri, su proposta del ministro dell'economia e delle finanze, di concerto con il ministro della difesa.
Presiede a tutte le attività concernenti l'organizzazione, il personale, l'impiego, i servizi tecnici, logistici e amministrativi, i mezzi e gli impianti della Guardia di finanza.
Dipende direttamente dal Ministro dell'Economia e delle Finanze, e dipende gerarchicamente dal capo di stato maggiore della difesa, limitatamente ai compiti militari devoluti al corpo.

## Comandanti generali

### Ispettore generale della Guardia di Finanza
- generale di corpo d'armata Giuseppe Francesco Ferrari, dal 1º ottobre 1919 al 18 gennaio 1923 (con il grado di generale di corpo d'armata).

### Generali provenienti dall'Esercito
- generale di corpo d'armata Cesare Confalonieri, dal 5 agosto 1906 al 26 giugno 1907 (con il grado di Generale di Divisione).
- generale di corpo d'armata Tullo Masi, dal 27 giugno 1907 al 30 dicembre 1911 (con il grado di Generale di Divisione).
- generale di corpo d'armata Oreste Zavattari, dal 21 gennaio 1912 al 31 gennaio 1915 (con il grado di Generale di Divisione).
- generale di corpo d'armata Achille Borghi, dal 1º febbraio 1915 al 10 agosto 1918.
- generale di corpo d'armata Salvatore La Ferla, dal 1º ottobre 1919 al 1º febbraio 1923.
- generale di corpo d'armata Giovanni Ghersi, dal 2 febbraio 1923 all'8 settembre 1927.
- generale di corpo d'armata Vincenzo Di Benedetto, dal 9 settembre 1927 al 28 gennaio 1932.
- generale di corpo d'armata Luigi Cicconetti, dal 29 gennaio 1932 al 14 luglio 1934.
- generale di corpo d'armata Riccardo Calcagno, dal 15 luglio 1934 al 31 agosto 1938.
- generale di corpo d'armata Ugo Pignetti, dal 1º settembre 1938 al 25 gennaio 1941.
- generale di corpo d'armata Aldo Aymonino, dal 26 gennaio 1941 al 12 marzo 1945.
- generale di corpo d'armata Giovanni Battista Oxilia, dal 16 marzo 1945 al 15 giugno 1947 (con il grado di Generale di divisione).
- generale di corpo d'armata Raffaele Pelligra, dal 16 luglio 1947 al 3 febbraio 1952.
- generale di corpo d'armata Antonio Norcen, dal 20 marzo 1952 all'8 maggio 1954.
- generale di corpo d'armata Carlo Rostagno, dal 10 maggio 1954 al 20 aprile 1957.
- generale di corpo d'armata Domenico Fornara, dal 21 aprile 1957 al 31 ottobre 1959.
- generale di corpo d'armata Pietro Mellano, dal 1º novembre 1959 al 2 aprile 1962.
- generale di corpo d'armata Giuseppe Massaioli, dal 3 aprile 1962 al 12 aprile 1964.
- generale di corpo d'armata Umberto Turrini, dal 13 aprile 1964 al 2 febbraio 1967.
- generale di corpo d'armata Umberto Rosato, dal 3 febbraio 1967 al 17 marzo 1969.
- generale di corpo d'armata Giovanni Buttiglione, dal 28 maggio 1969 al 20 settembre 1972.
- generale di corpo d'armata Vittorio Emanuele Borsi di Parma, dal 21 settembre 1972 al 30 luglio 1974.
- generale di corpo d'armata Raffaele Giudice, dal 31 luglio 1974 al 20 novembre 1978.
- generale di corpo d'armata Marcello Floriani, dal 21 novembre 1978 al 9 febbraio 1980.
- generale di corpo d'armata Orazio Giannini, dal 10 febbraio 1980 al 29 luglio 1981.
- generale di corpo d'armata Nicola Chiari, dal 30 luglio 1981 al 30 dicembre 1984.
- generale di corpo d'armata Renato Lodi, dal 1º gennaio 1985 al 14 maggio 1986.
- generale di corpo d'armata Gaetano Pellegrino, dal 4 settembre 1986 al 31 dicembre 1988.
- generale di corpo d'armata Luigi Ramponi, dall'11 gennaio 1989 al 31 agosto 1991.
- generale di corpo d'armata Costantino Berlenghi, dal 21 settembre 1991 al 10 gennaio 1997.
- generale di corpo d'armata Rolando Mosca Moschini, dall'11 gennaio 1997 al 27 marzo 2001.

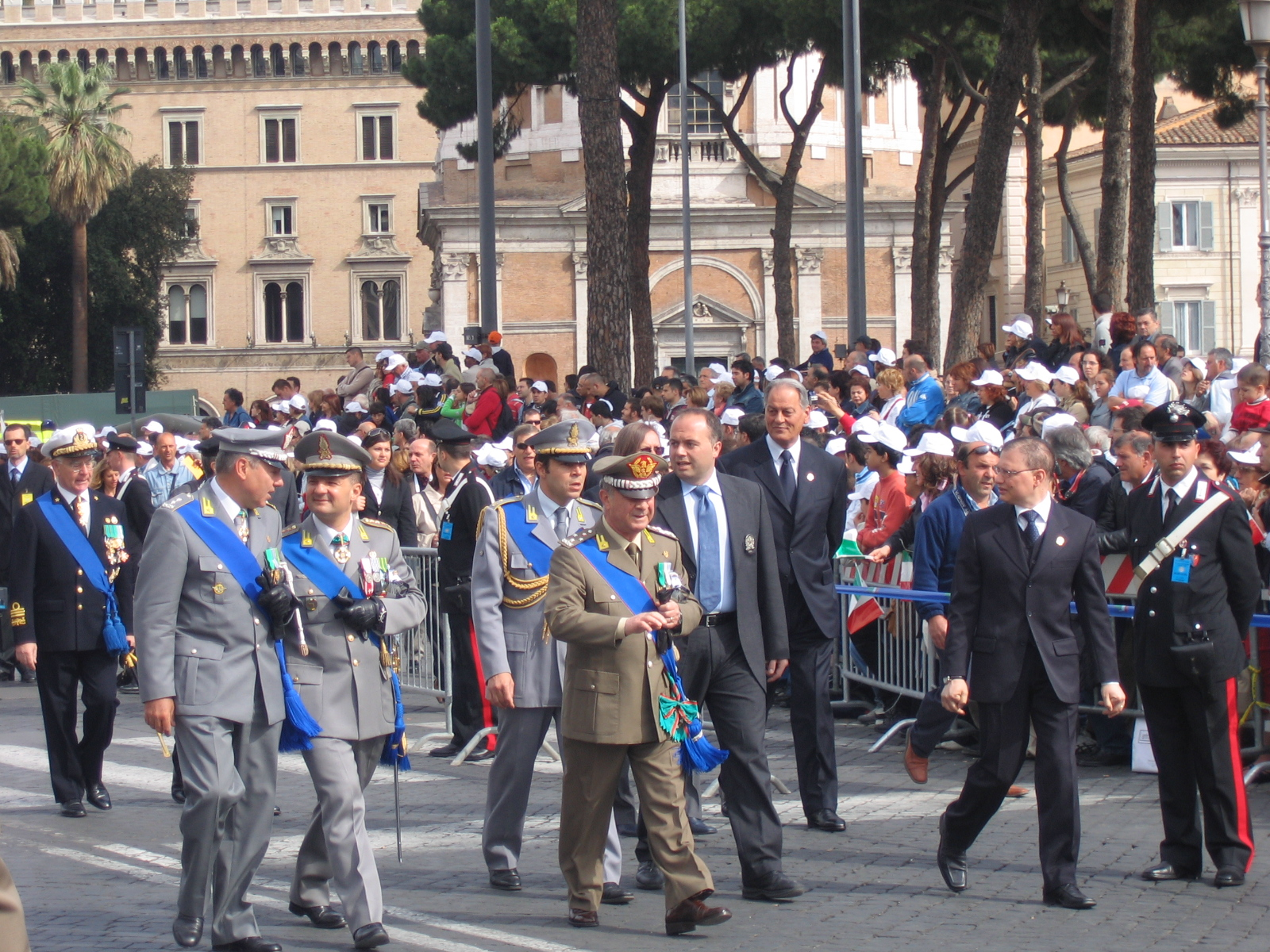
Il comandante generale Roberto Speciale (proveniente dall'E.I.), con il vice comandante Italo Pappa e altri alti ufficiali del corpo nel 2006

- generale di corpo d'armata Alberto Zignani, dal 28 marzo 2001 al 16 ottobre 2003.
- generale di corpo d'armata Roberto Speciale, dal 17 ottobre 2003 al 31 maggio 2007.
- generale di corpo d'armata Cosimo D'Arrigo, dal 1º giugno 2007 al 15 dicembre 2007.
- generale di corpo d'armata Roberto Speciale, dal 15 dicembre 2007 al 17 dicembre 2007.
- generale di corpo d'armata Cosimo D'Arrigo, dal 17 dicembre 2007 al 22 giugno 2010.

### Generali provenienti dal Corpo
- generale di corpo d'armata Nino Di Paolo dal 23 giugno 2010 al 22 giugno 2012
- generale di corpo d'armata Saverio Capolupo dal 23 giugno 2012 al 24 maggio 2016
- generale di corpo d'armata Giorgio Toschi dal 25 maggio 2016 al 24 maggio 2019
- generale di corpo d'armata Giuseppe Zafarana dal 25 maggio 2019 al 10 maggio 2023
- generale di corpo d'armata Andrea De Gennaro dal 23 maggio 2023 - attuale

## Comandanti in seconda
Fino al 23 giugno 2010 l'incarico di Comandante in Seconda era quello massimo raggiungibile per un ufficiale della Guardia di Finanza:
- colonnello Luigi Sartori 16 agosto 1906 - 24 dicembre 1909
- colonnello Emilio Bouland 15 febbraio 1910 - 13 febbraio 1911
- colonnello Carlo Marchente 14 febbraio 1911 - 20 luglio 1912
- generale di corpo d'armata Salvatore La Ferla 30 luglio 1912 - 30 settembre 1919
- generale di corpo d'armata Aristodemo Silvestri 1º ottobre 1919 - 30 marzo 1930
- generale di corpo d'armata Carlo Allerino Testero 1º aprile 1930 - 7 aprile 1933
- generale di corpo d'armata Antonio Papaleo 8 aprile 1933 - 19 gennaio 1940
- generale di corpo d'armata Paolo Gamondi 20 gennaio 1940 - 9 dicembre 1942
- generale di corpo d'armata Francesco Poli 10 dicembre 1942 - 10 novembre 1943
- generale di corpo d'armata Riccardo Conti 21 maggio 1945 - 31 dicembre 1947
- generale di corpo d'armata Francesco Poli 1º gennaio 1948 - 23 febbraio 1954
- generale di corpo d'armata Filippo Crimi 24 giugno 1954 - 29 marzo 1955
- generale di corpo d'armata Riccardo Conti 18 dicembre 1956 - 26 maggio 1960
- generale di corpo d'armata Enrico Palandri 18 dicembre 1956 - 26 maggio 1960
- generale di corpo d'armata Giovanni Dal Negro 27 maggio 1960 - 31 luglio 1961
- generale di corpo d'armata Giacomo Bortone 1º agosto 1961 - 13 novembre 1961
- generale di corpo d'armata Gaetano Polizzi 14 novembre 1961 - 30 aprile 1964
- generale di corpo d'armata Antonio Cutillo 1º maggio 1964 - 30 giugno 1965
- generale di corpo d'armata Enrico Formato 1º luglio 1965 - 18 luglio 1966
- generale di corpo d'armata Ugo Palumbo 19 luglio 1966 - 15 febbraio 1967
- generale di corpo d'armata Plinio Pradetto 16 febbraio 1967 - 22 novembre 1967
- generale di corpo d'armata Ernesto Argenziano 23 novembre 1967 - 10 aprile 1970
- generale di corpo d'armata Luigi Caliò Marincola 11 aprile 1970 - 10 febbraio 1971
- generale di corpo d'armata Angelo Dus 11 febbraio 1971 - 12 dicembre 1972
- generale di corpo d'armata Fausto Musto 13 dicembre 1972 - 4 aprile 1974
- generale di corpo d'armata Domenico Veca 5 aprile 1974 - 27 luglio 1975
- generale di corpo d'armata Domenico Furbini 28 luglio 1975 - 30 dicembre 1976
- generale di corpo d'armata Salvatore Scibetta 31 dicembre 1976 - 12 ottobre 1977
- generale di corpo d'armata Ferdinando Dosi 13 ottobre 1977 - 30 dicembre 1978
- generale di corpo d'armata Pietro Spaccamonti 31 dicembre 1978 - 30 dicembre 1979
- generale di corpo d'armata Augusto De Laurentiis 31 dicembre 1979 - 31 dicembre 1981
- generale di corpo d'armata Arturo Dell'Isola 1º gennaio 1982 - 2 dicembre 1984
- generale di corpo d'armata Nicola Passamonti 3 dicembre 1984 - 2 gennaio 1986
- generale di corpo d'armata Giuliano Oliva 3 gennaio 1986 - 3 gennaio 1987
- generale di corpo d'armata Luciano Palandri 4 gennaio 1987 - 23 gennaio 1987
- generale di corpo d'armata Fortunato Saladino 24 gennaio 1987 - 31 dicembre 1988
- generale di corpo d'armata Antonio Cappello 1º gennaio 1989 - 15 ottobre 1991
- generale di corpo d'armata Vincenzo Bianchi 16 ottobre 1991 - 30 dicembre 1991
- generale di corpo d'armata Guglielmo Farnè 31 dicembre 1991 - 7 gennaio 1993
- generale di corpo d'armata Pierpaolo Meccariello 8 gennaio 1993 - 19 dicembre 1994
- generale di corpo d'armata Michele Mola 20 dicembre 1994 - 14 novembre 1996
- generale di corpo d'armata Gaetano Nanula 15 novembre 1996 - 14 novembre 1998
- generale di corpo d'armata Franco Culmone 15 novembre 1998 - 28 aprile 1999
- generale di corpo d'armata Corradino Corrado 29 aprile 1999 - 28 aprile 2001
- generale di corpo d'armata Luciano Luciani 29 aprile 2001 - 13 maggio 2001
- generale di corpo d'armata Pietro Sgarlata 14 maggio 2001 - 3 gennaio 2002
- generale di corpo d'armata Giulio Orioli 3 gennaio 2002 - 21 maggio 2002
- generale di corpo d'armata Mario Gaeta 21 maggio 2002 - 8 febbraio 2003
- generale di corpo d'armata Francesco D'Isanto 8 febbraio 2003 - 7 aprile 2004
- generale di corpo d'armata Osvaldo Cucuzza 8 aprile 2004 - 2 agosto 2005
- generale di corpo d'armata Italo Pappa 2 agosto 2005 - 12 dicembre 2006
- generale di corpo d'armata Sergio Favaro 12 dicembre 2006 - 5 giugno 2007
- generale di corpo d'armata Angelo Ferraro 5 giugno 2007 - 15 settembre 2008
- generale di corpo d'armata Nino Di Paolo 15 settembre 2008 - 22 giugno 2010
- generale di corpo d'armata Ugo Marchetti 23 giugno 2010 - 25 novembre 2010
- generale di corpo d'armata Virgilio Elio Cicciò 26 novembre 2010 - 25 novembre 2011
- generale di corpo d'armata Francesco Saverio Polella 26 novembre 2011 - 26 aprile 2012
- generale di corpo d'armata Daniele Caprino dal 27 aprile 2012 - 10 febbraio 2013
- generale di corpo d'armata Emilio Spaziante 11 febbraio - 4 settembre 2013
- generale di corpo d'armata Vito Bardi 5 settembre 2013 - 5 settembre 2014
- generale di corpo d'armata Pasquale Debidda 5 settembre 2014 - 7 luglio 2015
- generale di corpo d'armata Michele Adinolfi 7 luglio 2015 - 31 dicembre 2015
- generale di corpo d'armata Giorgio Toschi 31 dicembre 2015 - 25 maggio 2016
- generale di corpo d'armata Flavio Zanini 25 maggio 2016 - 16 gennaio 2017
- generale di corpo d'armata Filippo Ritondale 16 gennaio 2017 - 15 novembre 2018
- generale di corpo d'armata Edoardo Valente 15 novembre 2018 - 15 novembre 2020
- generale di corpo d'armata Giuseppe Vicanolo 15 novembre 2020 - 16 novembre 2022
- generale di corpo d'armata Andrea De Gennaro 16 novembre 2022 - 23 maggio 2023
- generale di corpo d'armata Sebastiano Galdino dal 29 maggio 2023 al 28 febbraio 2025
- generale di corpo d'armata Bruno Buratti dal 1 marzo 2025

## Capi di stato maggiore
- gen. brig. Nicolò Pollari (aprile 1993 - agosto 1997)
- gen. div. Paolo Poletti (2006 - 2008)
- gen. div. Fabrizio Cuneo (giugno 2014 - luglio 2015)
- gen. div. Giancarlo Pezzuto (luglio 2015 - luglio 2016)
- gen. div. Giuseppe Zafarana (luglio 2016 - 15 novembre 2018)
- gen. div. Umberto Sirico (15 novembre 2018 - 1º luglio 2021)
- gen. C.A. Francesco Greco (1º luglio 2021 - 16 luglio 2023)
- gen. div. Leandro Cuzzocrea (17 luglio 2023 - gennaio 2025)
- gen. div. Giuseppe Arbore (dal 31 gennaio 2025)